# Мауро Рамос
Мауро Рамос (порт. Mauro Ramos, 30 серпня 1930, Посус-ді-Калдас — 18 вересня 2002, Посус-ді-Калдас) — бразильський футболіст, що грав на позиції захисника. Був частиною великої команди «Сантуса» 1960-х років, де лідером був Пеле.
Виступав, зокрема, за клуби «Сан-Паулу» та «Сантус», а також національну збірну Бразилії. У складі збірної — дворазовий чемпіон світу та чемпіон Південної Америки.

## Клубна кар'єра
У дорослому футболі дебютував 1947 року виступами за команду «Санжуаненсі».
Своєю грою за цю команду привернув увагу представників тренерського штабу «Сан-Паулу», до складу якого приєднався 1948 року. Відіграв за команду із Сан-Паулу наступні одинадцять сезонів своєї ігрової кар'єри. Більшість часу, проведеного у складі «Сан-Паулу», був основним гравцем захисту команди і виграв з командою чотири чемпіонати штату Сан-Паулу.
1960 року перейшов до клубу «Сантус», за який відіграв 7 сезонів. Граючи у складі «Сантуса» також здебільшого виходив на поле в основному складі команди і виграв ще п'ять чемпіонств штату, проте найбільшим досягненням для гравця стали дві поспіль перемоги у Кубку Лібертадорес (1962, 1963), які дозволяли команді зіграти у Міжконтинентальному кубку. В обох розіграшах «Сантус» перемагав європейських суперників, стаючи два роки поспіль найсильнішою командою світу. Завершив професійну кар'єру футболіста виступами за команду «Сантус» у 1967 році.

## Виступи за збірну
1949 року дебютував в офіційних матчах у складі національної збірної Бразилії. Того ж року у складі збірної був учасником Чемпіонату Південної Америки 1949 року у Бразилії, здобувши того року титул континентального чемпіона.
Тим не менш наступного року Рамос не поїхав на чемпіонат світу 1950 року. Причиною цього стало те, що головний тренер Флавіо Коста під тиском футбольних функціонерів Конфедерації в «протистоянні» футболістів з Сан-Паулу (паулісти) і Ріо-де-Жанейро (каріоки), з яких була складена збірна Бразилії, зробив свій вибір на користь Каріоки. Проте завдяки цьому Рамос зміг стати унікальним рекордсменом для покоління бразильських «бікампеонів». Оскільки після програного вирішального матчу «мундіалю» 1950 року (Мараканасо) в збірній Бразилії відбулася тотальна «чистка рядів». Рамос зміг її успішно пройти і згодом стати дворазовим чемпіоном світу. Більшості ж «бікампеонів» так і не вдалося стати чемпіонами Південної Америки (Пеле в тому числі).
Чотири роки по тому, на чемпіонаті світу 1954 року у Швейцарії, вже при Зезе Морейрі, Мауро Рамос був в заявочному списку, але не зіграв у жодному матчі, поступившись позицією центрального захисника гравцеві «Флуміненсе» — Піньєйро. 2: 0 — на користь Каріока.
Після цього Мауро зіграв у чемпіонаті Південної Америки 1956 року в Уругваї, зайнявши четверте місце, а до чемпіонату світу 1958 року у Швеції Мауро Рамос вже став ідолом «Сан-Паулу», продовжуючи показувати чудову гру і перебуваючи в чудовій спортивній формі. Це не могли не помітити в керівництві бразильського футболу, знову запросивши Мауро на чемпіонат світу. Проте і в Швеції Рамос провів увесь турнір на лаві запасних, вигравши перший у своїй кар'єрі титул чемпіона світу. Головними стовпами оборони тоді були Ілдералду Белліні і Орландо Песанья. Обидва — гравці «Васко да Гама» з Ріо-де-Жанейро.
Наступного року Мауро зі збірною взяв участь у чемпіонаті Південної Америки 1959 року в Аргентині, де разом з командою здобув «срібло», поступившись лише одним очком господарям аргентинцям.
Лише до останнього для себе чемпіонату світу 1962 року у Чилі Мауро підійшов у статусі основного гравця, зігравши у всіх шести матчах, при цьому на тому турнірі захисник був капітаном команди.
Протягом кар'єри у національній команді, яка тривала 14 років, провів у формі головної команди країни 20 матчів.

## Подальше життя
У віці 37 років, маючи в своєму активі низку призів і нагород, виїхав до Мексики, щоб там відіграти один сезон за клуб «Толука», а потім ще рік попрацювати тренером в команді «Депортіво Оро».
Повернувшись на батьківщину, Мауро Рамос замінив Антоніна на посаді головного тренера «Сантуса», в якому колись блищав на футбольних полях усього світу. Правда, на тренерському терені у колишнього капітана збірної Бразилії справи не пішли, і в 1972 році він знову відправився в Мексику, де двома роками пізніше остаточно відійшов від футболу, не добившись серйозних результатів з командою «Халіско».
Помер 18 вересня 2002 року на 73-му році життя у місті Посус-ді-Калдас від раку шлунка.

## Титули і досягнення
- Переможець Ліги Пауліста (9):

«Сан-Паулу»: 1948, 1949, 1953, 1957
«Сантус»: 1960, 1961, 1962, 1964, 1965
- Володар Кубка Лібертадорес (2):

«Сантус»: 1962, 1963
- Володар Міжконтинентального кубка (2):

«Сантус»: 1962, 1963
- Чемпіон Південної Америки (1):

Бразилія: 1949
- Срібний призер Чемпіонату Південної Америки: 1959 (Аргентина)
- Чемпіон світу (2):

Бразилія: 1958, 1962